# Orto botanico Giordano Emilio Ghirardi
L'Orto botanico "Giordano Emilio Ghirardi" (circa 10.000 m²), noto anche come Giardino botanico sperimentale "Emilio Ghirardi" e Orto botanico di Toscolano Maderno, è un giardino botanico gestito dall'Università degli Studi di Milano e situato in via Religione a Toscolano Maderno, sulla sponda occidentale del Lago di Garda, in Lombardia.

## Storia
Il giardino fu istituito nel 1964 come Stazione Agricola Sperimentale Mimosa sotto la direzione del professor Giordano Emilio Ghirardi. Nel 1991 entrò a far parte dell'Università degli Studi di Milano.

## Specie
Oggi coltiva principalmente piante di interesse per la medicina e la farmaceutica, ma supporta anche la ricerca in piante transgeniche, riso, ecc. Le specie includono Camptotheca acuminata, Eschscholzia, Nicotiana, Nigella, Scutellaria e Solanaceae.